# Udo Schmuck
Udo Schmuck (* 29. Oktober 1952 in Frankenthal) ist ein ehemaliger deutscher Fußballspieler und Fußballtrainer. In der höchsten Spielklasse des DDR-Fußballs, der Oberliga, spielte er für die SG Dynamo Dresden. Als Aktiver war er DDR-Nationalspieler sowie vierfacher DDR-Meister und zweimaliger DDR-Pokalsieger.

## Sportliche Laufbahn

### Gemeinschafts- und Clubstationen
Schmuck begann seine Laufbahn als Fußballspieler bei der SG Frankenthal, wechselte 1967 zum FSV Lokomotive Dresden und kam dann 1969 in die Juniorenoberligamannschaft der SG Dynamo Dresden, in der er als Verteidiger agierte. Im Männerfußball bot er sich zunächst über Einsätze in der 2. Mannschaft, die in der zweitklassigen Liga antrat, für das ostdeutsche Oberhaus und die Fritzsch-Elf an.
Mit 19 Jahren gab der 1,81 Meter große damalige Oberschüler, der im Sommer 1971 in den Oberligakader der Dynamos aufgenommen worden war, seinen Einstand in der höchsten Spielklasse des DDR-Fußballs. Am 4. März 1972, dem 18. Spieltag, wurde er in der Begegnung Dynamo Dresden gegen HFC Chemie (6:1) in der 74. Minute eingewechselt. In der Saison 1972/73 wurde er mit Dynamo zum ersten Mal DDR-Meister, hatte allerdings nur mit sechs Punktspieleinsätzen zum Titel beigetragen. Zum Stammspieler bei Dynamo Dresden wurde der „kompromisslose Vorstopper“ erst in der Saison 1973/74, in der er in 19 der 26 ausgetragenen Oberligapunktspielen eingesetzt wurde. Von da an war er der standardmäßige Vorstopper der Dresdner. In den Spielzeiten 1975/76, 1976/77 und 1977/78 gewann er seine DDR-Meisterschaften zwei bis vier. 1977 und 1982 stand er in der Siegermannschaft des DDR-Pokalendspiels.
Seine letzte Oberligasaison bestritt Schmuck 1984/85, in der er nur noch in fünf Punktspielen eingesetzt wurde. Während er in der Hinrunde vier Spiele auf seiner Vorstopperposition voll durchspielte, wurde er in seinem Abschiedsspiel am 1. Juni 1985 in der Begegnung Dynamo Dresden – FC Carl Zeiss Jena (3:1) in der 82. Minute zum letzten Mal aufs Feld geschickt. Es war sein 236. Oberligaspiel nach einer über 13 Spielzeiten währenden Karriere, in der er auch noch 33 Punktspieltore erzielte. Während dieser Zeit wurde er außerdem in 46 Europapokalspielen eingesetzt, in den er sich viermal als Torschütze auszeichnen konnte.

### Auswahleinsätze
Im Sommer 1970 wurde er in den Kader der DDR-Juniorennationalelf aufgenommen und bestritt am 17. September 1970 sein erstes U-18-Länderspiel. Beim 4:1-Sieg in Finnland war er als linker Verteidiger eingesetzt worden. Insgesamt 16 Länderspiele bestritt der Dresdner Abwehrspieler mit der U-18 des DFV und belegte im Mai 1971 beim UEFA-Juniorenturnier, der inoffiziellen Europameisterschaft dieser Altersklasse, mit diesem Team in der ČSSR den 3. Platz.
Im März 1973 debütierte die Dresdner Defensivkraft in einem Länderspiel der ostdeutschen U-21, die Mitte der 1970er-Jahre noch parallel zur U-23-Nationalelf antrat. Mit insgesamt 42 Einsätzen in elf Jahren wurde Schmuck zum Rekordspieler der DDR-Nachwuchsauswahl. Bei der U-21-EM 1980 war er als einer der einsatzberechtigten älteren Akteure, der dann aber nicht in den Finalspielen gegen die UdSSR teilnahm, zuvor maßgeblich am Erreichen des Endspiels und dem daraus resultierenden Gewinn der Silbermedaille bei den europäischen Titelkämpfe beteiligt. Ähnlich wie zum Jahreswechsel 1984/85 mit Frank Baum oder im 2. Halbjahr 1986 mit Volker Schmidt setzte der DFV vor allem an der Seite der Talente auf der Liberoposition auf Routine. Bei seinem letzten Einsatz in der DDR-U-21 am 15. Mai 1984, einem 3:1-Auswärtserfolg in Nakskov gegen Dänemark, war Schmuck bereits 31 Jahre alt. In der DDR-B-Nationalelf wurde er 1977 zweimal eingesetzt.
Am 27. Oktober 1976 bestritt Schmuck sein erstes Länderspiel für die A-Nationalmannschaft der DDR. In der Partie Bulgarien gegen die DDR (0:4) wurde er als Libero, und nicht wie in Dresden an der Seite des dortigen letzten Mannes Hans-Jürgen Dörner als Vorstopper, eingesetzt. Gegen seinen direkten Konkurrenten, den Jenaer Konrad Weise, der gut mit Dörner in der Auswahl harmoniert, konnte er sich jedoch nicht langfristig durchsetzen, sodass er bis 1981 nur auf insgesamt sieben A-Länderspiele kam. Darunter waren nur die beiden Weltmeisterschaftsqualifikationsspiel gegen die Türkei (17. November 1976) und gegen Polen (2. Mai 1981) von besonderer Bedeutung. Sein einziges Tor in einem A-Länderspiel erzielte er mit dem 2:2 am 2. April 1980 gegen Rumänien.

### Erfolge
- DDR-Meister: 1972/73, 1975/76, 1976/77, 1977/78
- DDR-Pokalsieger: 1976/77, 1981/82

## Trainerlaufbahn
Schmuck hatte bereits 1981 sein Diplom als Sportlehrer erworben, daher wurde er nach seiner Laufbahn als Fußballspieler in den Trainerstab von Dynamo Dresden übernommen. Zur Saison 1986/87 wurde er Übungsleiter der 2. Dynamo-Mannschaft, die in der zweitklassigen Liga spielte. Am 1. Juli 1988 wurde er Cheftrainer des Oberligaaufsteigers Sachsenring Zwickau, stieg jedoch nach einem Jahr wieder in die Liga ab. Nachdem die Zwickauer nach drei Spieltagen der Saison 1989/90 nur den neunten Platz belegt hatte und das darauffolgende FDGB-Pokalspiel beim drittklassigen Bezirksligisten Motor Nordhausen verloren hatte, wurde Schmuck von seinem Traineramt Ende August 1989 entbunden. Abgesehen von einem kurzen Zwischenspiel erneut bei Dynamo Dresden, als er vom 16. April bis 22. September 1996 Cheftrainer war, trainierte Schmuck in der Folgezeit nur noch unterklassige Mannschaften. Nach Stationen in Meißen und Pulsnitz übernahm er 1999 den viertklassigen Oberligisten Bischofswerdaer FV 08. Nachdem der Verein 2001 absteigen musste, wurde Schmuck entlassen. Auf eine Station beim BSC Freiberg folgte der SV Fortuna Furth in Chemnitz-Glösa, mit dem er 2005 den Aufstieg in die sechstklassige Landesliga schaffte. Er übernahm 2006 nach der Fusion der beiden Chemnitzer Fußballvereine SV Fortuna Furth Glösa und VfB Chemnitz zum VfB Fortuna Chemnitz die erste Männermannschaft. Anschließend wechselte er für die Dauer der Saison 2007/08 zum BSV 1968 in Sebnitz und erreichte mit ihm den fünften Platz in die Landesliga Sachsen. Von April bis September 2014 war er als Trainer beim damaligen Bezirksligisten Meißner SV 08 engagiert. Im Juli 2016 übernahm er den Kreisoberligisten SSV Neustadt/Sachsen, mit dem er in der Saison 2017/2018 nach einem 2:1-Sieg über den 1. FC Pirna den Kreispokal gewann. Damit beendete er seine Trainerkarriere. Zum Ende der Saison 2018/19 wurde Schmuck für den in dieser Saison erstmals seit seinem Abgang wieder viertklassigen Bischofswerdaer FV als Scout tätig.

## Privates
Udo Schmuck ist mit der Leichtathletin und Olympiamedaillengewinnerin Evelin Kaufer verheiratet. Das Paar hat zwei Söhne, Sohn Thomas ist ebenfalls Fußballspieler. Schmuck hatte einen Bruder, der 1968 bei einem Zwischenfall an der innerdeutschen Grenze starb. Der frühere Nationalspieler, der weiter zu den Heimspielen Dynamos geht, lebt kurz vor seinem 70. Geburtstag wieder in seinem Geburtsort Frankenthal.